# او-۷۱۴
زیردریایی یو-۷۱۴ (به انگلیسی: German submarine U-714) یک زیردریایی است که طول آن ۶۷٫۱ متر (۲۲۰ فوت ۲ اینچ) می‌باشد. این زیردریایی در سال ۱۹۴۲ ساخته شد.